# بنيامين هادزيتش
بنيامين هادزيتش (بالألمانية: Benjamin Hadžić) هو لاعب كرة قدم ألماني في مركز الهجوم، ولد في 4 مارس 1999 في دينسلاكن في ألمانيا. لعب مع هانوفر 96.

## وصلات خارجية
- بنجامين هادزيتش على موقع الاتحاد الأوربي (الإنجليزية)
- بنجامين هادزيتش على موقع قاعدة بيانات كرة القدم.إي يو (الإنجليزية)
- بنجامين هادزيتش على موقع Soccerway.com (الإنجليزية)
- بنجامين هادزيتش على موقع عالم كرة القدم.نت (الإنجليزية)